# Colita (refresco)
La colita o kolita (también llamada kola o cola roja) es un tipo de bebida gaseosa dulce de color rojo con un tinte naranja. Su sabor es una mezcla entre fresa, vainilla y chicle.
En forma de jarabe concentrado, se suele utilizar también para preparar congeladas y/o granizados.
Si se mezcla con cerveza tipo Pilsen se obtiene una bebida que en Colombia se conoce como refajo.

## Historia
La primera bebida de este tipo se llamó Crema Soda, la cual obtuvo fuerte popularidad en los Estados Unidos. Con el paso del tiempo se fue extendiendo por varios países del continente americano, con especial popularidad en la cultura Latinoamericana, principalmente en Venezuela y Costa Rica.

## Marcas
- Frescolita
- Sabores Golden
- Refrescos Dumbo
- Grapette
- Milory
- Fanta kolita
- Rekolita
- Marbel (Barquisimeto, Venezuela; actualmente descontinuada)
- Ponche XX
- Colombiana
- Kola Hipinto

## Importante
No debe confundirse con cola, ya que son completamente diferentes. Aquella proviene del extracto de nuez de cola proporcionando otro sabor, amén de contener cafeína.